# Classeya argyrodonta
Classeya argyrodonta là một loài bướm đêm trong họ Crambidae.